# Махорка (река)
Махорка (изначально Ма́хра) — река в Пушкинском районе Московской области России, протекает по территории городского поселения Софрино. На карте Московской губернии Ф. Ф. Шуберта (1860) и в каталоге рек и озёр Московской губернии И. А. Здановского (1926) обозначена как Сумрак. Длина реки составляет 7 километров.
Берёт начало в лесном массиве к северо-востоку от деревни Митрополье, протекает в юго-восточном направлении в черте посёлка городского типа Софрино, впадает в реку Талицу у его восточной окраины. Высота устья — 165 м над уровнем моря. Ширина русла от 1 до 3 метров, глубина от 0,2 до 0,5 метра. Воды реки загрязняются неочищенными сточными водами из ливневой канализации и предприятия. У реки имеется один приток — безымянный ручей, часть реки (около 300—400 метров) протекает в подземном коллекторе.